# Catalina Enriqueta de Balzac d'Entragues
Catalina Enriqueta de Balzac d'Entragues, marquesa de Verneuil (1579-9 de febrero de 1633), fue amante del rey Enrique IV de Francia tras la muerte de Gabrielle de Estrées.

## Biografía
Fue hija de Francisco Balzac d'Entragues y su esposa Marie Touchet. Catalina fue educada en una época en que muchas mujeres ambicionaban convertirse en amantes de miembros de la realeza, habiendo sido su madre la única amante del rey Carlos IX de Francia antes del nacimiento de Catalina. Su hermana, María Carlota de Balzac d'Entragues, fue también amante de Enrique IV.
Ambiciosa, bella e intrigante, logró convertirse en su adolescencia en amante de Enrique IV. Estando aún afligido por la muerte de su amante Gabrielle de Estrées, Catalina consiguió que el rey prometiese por escrito casarse con ella. Esto condujo a varias discusiones en la corte cuando el rey contrajo matrimonio poco después con María de Médici. Sintiéndose despechada y traicionada, tomó parte en una conspiración contra el rey en 1608, siendo levemente castigada cuando el complot fue frustrado. Ese mismo año volvió a ganarse el favor de Enrique al ser de nuevo una de sus amantes.
Catalina se vio posteriormente involucrada en las intrigas españolas que precedieron al asesinato del rey en 1610. Tras la muerte del monarca, María de Médici exilió de inmediato de la corte a Catalina, quien murió en 1633 habiendo tenido dos hijos de Enrique: Gastón Enrique, duque de Verneuil (1601-1682), legitimado en 1603, y Gabriela Angélica, Mademoiselle de Verneuil (1603-1627).